# Eberhard Friedrich Bacmeister
Eberhard Friedrich Bacmeister (* 29. Januar 1750 in Aurich; † 19. April 1820 in Münster) war ein preußischer Beamter.

## Leben

### Familie
Eberhard Friedrich Bacmeister entstammte der Gelehrtenfamilie Bacmeister und war der Sohn des Auricher Regierungsrats George Albrecht Bacmeister (* 27. Juli 1702 in Aurich; † 24. Januar 1785) und dessen zweiter Ehefrau Adelheid (geb. Homfeld, * 5. Juli 1722 in Leer; † 29. Januar 1772 in Aurich). Zu seinen sechs Geschwistern gehörten unter anderem der Regierungsrat Johann George Albrecht Bacmeister sowie der Landrentmeister der ostfriesischen Landstände Lucas Heinrich Bacmeister (1753–1822). Seine Halbschwester Marie Elisabeth Bacmeister (* 26. Februar 1740 in Bremen; † 3. Oktober 1807 in Aurich) war mit dem Kammerpräsidenten Peter Colomb verheiratet.
Sein Großvater war der Mediziner Eberhard Bacmeister und sein Cousin der Regierungsrat Eberhard Christian Bacmeister.
Er war seit dem 18. Oktober 1780 mit Henriette (* 29. September 1763 in Deppendorf bei Bielefeld; † 19. Februar 1830 in Münster), der Tochter des Direktors der Kriegs- und Domänenkammer Johann Ernst Tiemann (1736–1799) verheiratet; gemeinsam hatten sie drei Töchter und drei Söhne.

### Werdegang
Zur schulischen Ausbildung von Eberhard Christian Bacmeister liegen keine Hinweise vor.
Er immatrikulierte sich am 17. April 1769 zu einem Studium der Rechtswissenschaften an der Universität Halle.
Nach Beendigung des Studiums war er anfangs Auskultator und seit dem 12. April 1774 Referendar bei der ostfriesischen Regierung.
Er beantragte im September 1776 die Zulassung zum kameralistischen Rigorosum und bestand die Prüfung am 22. Februar 1777 im Beisein des Ministers Friedrich Wilhelm von Derschau, mit dem Ergebnis, dass er für ein Ratsamt geeignet sei.
Seit dem 4. März 1777 war er in Aurich als Assessor cum voto, also mit Stimmberechtigung im Gremium tätig. Im Oktober 1782 erfolgte seine Beförderung zum Kriegs- und Domänenrat in der Kammer in Minden.
1800 dokumentierte er während einer Dienstreise nach Bünde unter anderem auch seine Beobachtungen zum dortigen Gesundbrunnen und fertigte hierzu eine Zeichnung an.
Seid Mitte 1805 war er, mit der Unterstützung von Friedrich Wilhelm von der Schulenburg-Kehnert, im Nebenamt Direktor des Bankkontors in Minden.
Er wurde zum Geheimen Regierungsrat ernannt.

## Mitgliedschaften
Eberhard Christian Bacmeister trat 1776 einer Freimaurerloge bei und gehörte später der 1780 gegründeten Loge Wittekind zur westfälischen Pforte in Minden an.